# Issanlas
Issanlas är en kommun i departementet Ardèche i regionen Auvergne-Rhône-Alpes i sydöstra Frankrike. Kommunen ligger  i kantonen Coucouron som ligger i arrondissementet Largentière. År 2022 hade Issanlas 103 invånare.

## Befolkningsutveckling
Antalet invånare i kommunen Issanlas
Referens: INSEE